# Jorge de Menezes

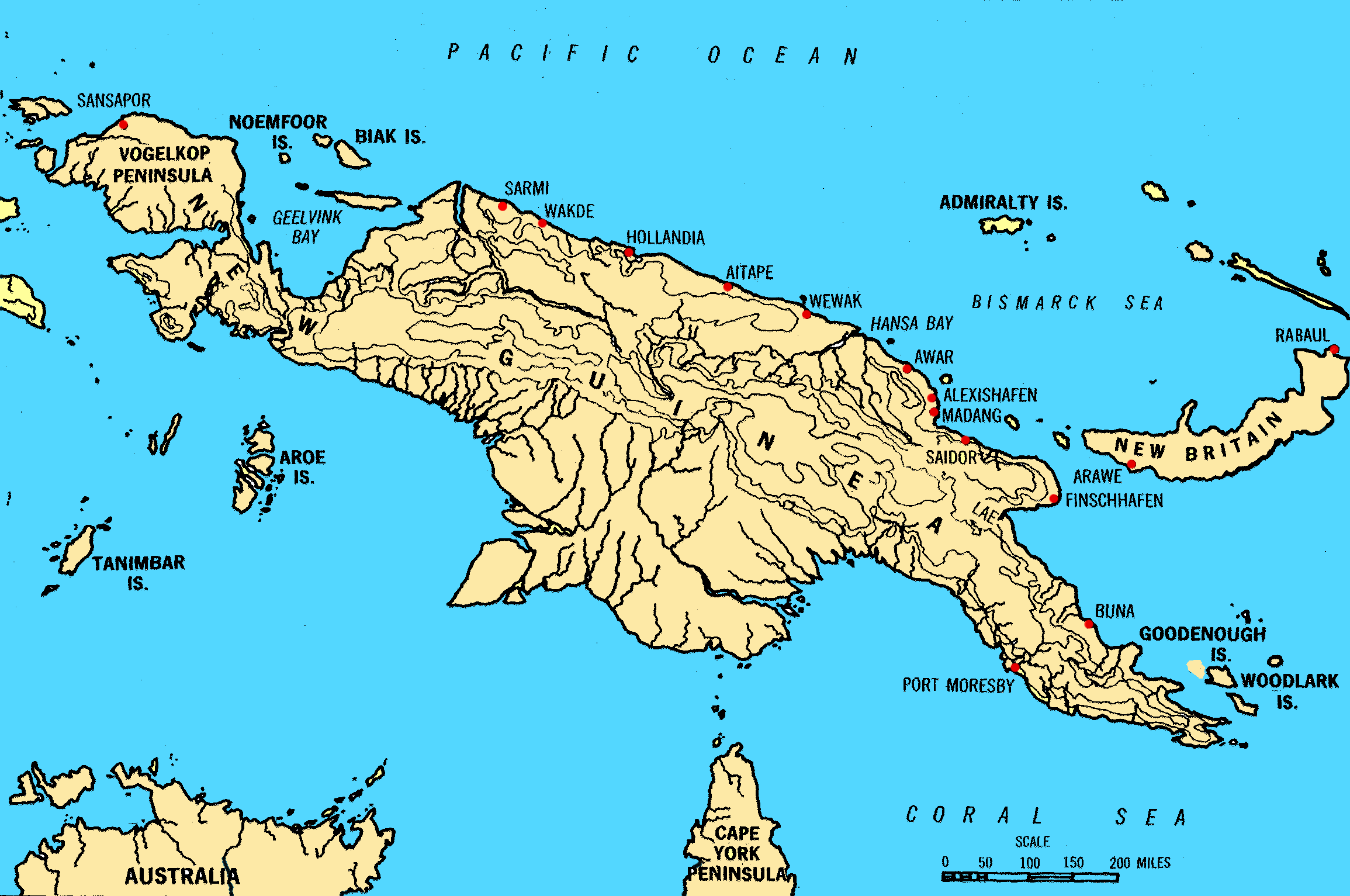
Mapa de Nueva Guinea, isla ubicada al este del archipiélago Malayo.

Jorge de Menezes (ca. 1498 - ?)   fue un navegante,  explorador portugués y gobernador de Ternate, probablemente de origen judío sefardí. 
Vivió a comienzos del siglo XVI. Fue el primer europeo en desembarcar en Nueva Guinea en 1526, cuando se desvió de su ruta de las islas de las especias. Y en la isla de Waigeo (hoy parte de Indonesia), resguardándose en la ciudad de Wasai mientras esperaba el paso del monzón. Llamó a la región formada por un archipiélago, Islas dos Papúas. El nombre viene de una palabra en malayo, Papuwah, que significa algo así como "rizado". De esta forma calificaban los navegantes malayos a la población melanesia de las islas por su característico cabello rizado. Meneses permaneció allí casi un año, sin explorar excesivamente Nueva Guinea, acampando junto con su tripulación en una isla de la costa noroeste.
Fue el gobernador portugués de Ternate, la cual fue visitado por vez primera por los portugueses en 1512. 
- Datos: Q1029176